# Josh Powell
Pour les articles homonymes, voir Powell.
Josh Powell est un joueur américain de basket-ball né le 25 janvier 1983 à Charleston (Caroline du Sud). 
Il joue actuellement pour le club argentin de San Lorenzo de Almagro.

## Clubs successifs
- Dallas Mavericks (2005-2006)
- Indiana Pacers (2006-2007)
- Golden State Warriors (2007)
- Los Angeles Clippers (2007-2008)
- Los Angeles Lakers (2008)

## Palmarès
En franchise
- Champion NBA en 2009 et 2010 avec les Los Angeles Lakers.
- Champion de la Conférence Ouest en 2009 et 2010 avec les Los Angeles Lakers.
- Champion de la Division Pacifique en 2009 et 2010 avec les Los Angeles Lakers.